# Mơ Armenia
Mơ Armenia, mơ tây, mơ hạnh hay hạnh (tên khoa học Prunus armeniaca L., do được trồng phổ biến ở Armenia cổ đại) là một loài thực vật thuộc chi Prunus. Các nghiên cứu về di truyền chỉ ra Trung Á là trung tâm nguồn gốc của loài này. Nó được trồng rộng rãi ở nhiều nước và đã lan ra tự nhiên ở nhiều nơi. Tên armeniaca đề cập đến đất nước Armenia ở phía tây châu Á.

## Tên gọi
Tên gọi của loài thực vật này theo tiếng Anh là apricot, tiếng Pháp: abricotier, Hán văn là 杏 hoặc 杏子 (pinyin: xìngzi, tiếng Nhật: アンズ anzu, Hán-Việt: hạnh tử). Từ apricot của tiếng Anh và abricotier của tiếng Pháp thường dịch sang tiếng Việt là "mơ".

## Mô tả

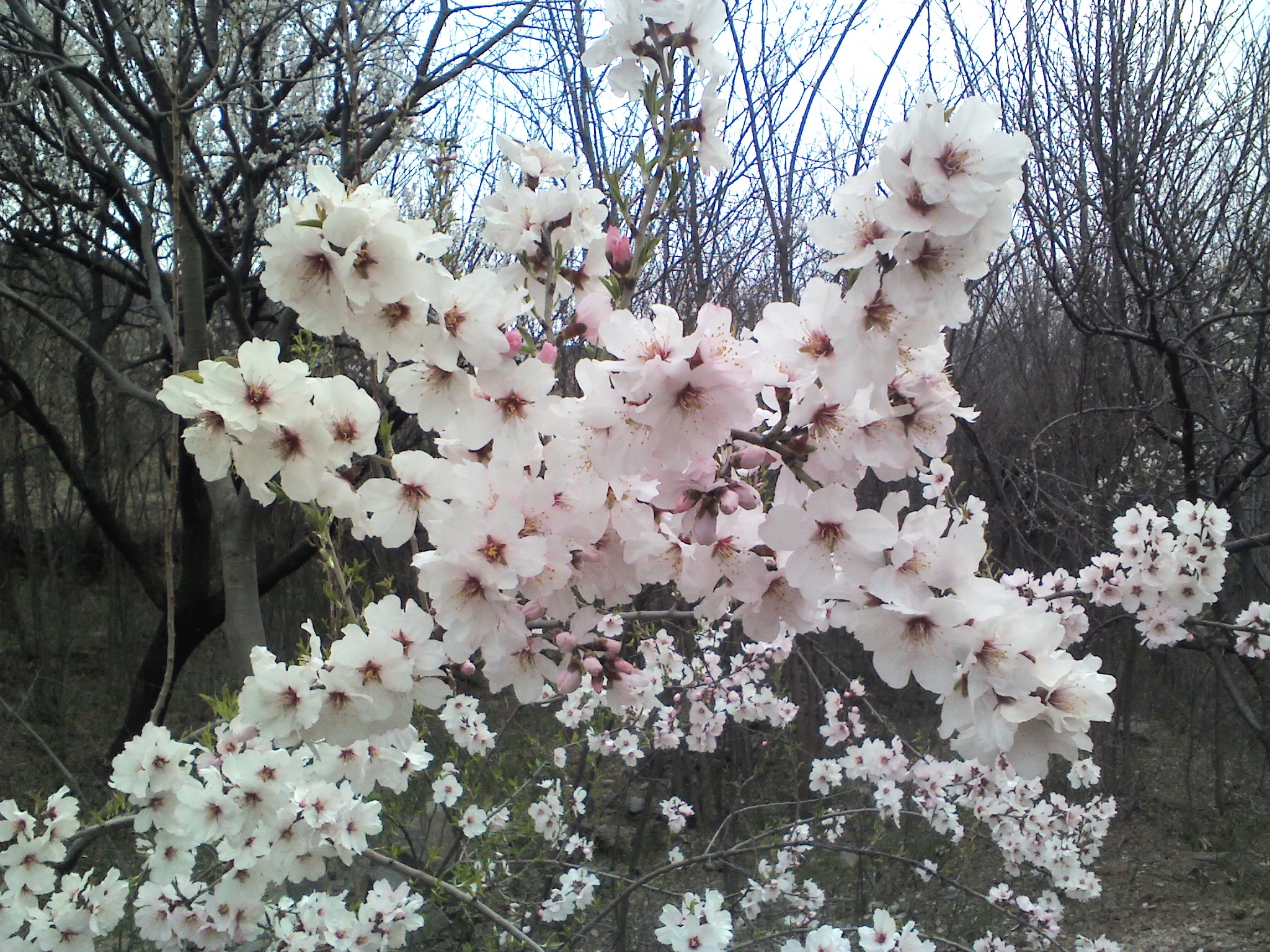
Hoa hạnh (Apricot blossom) ở Kashmir.

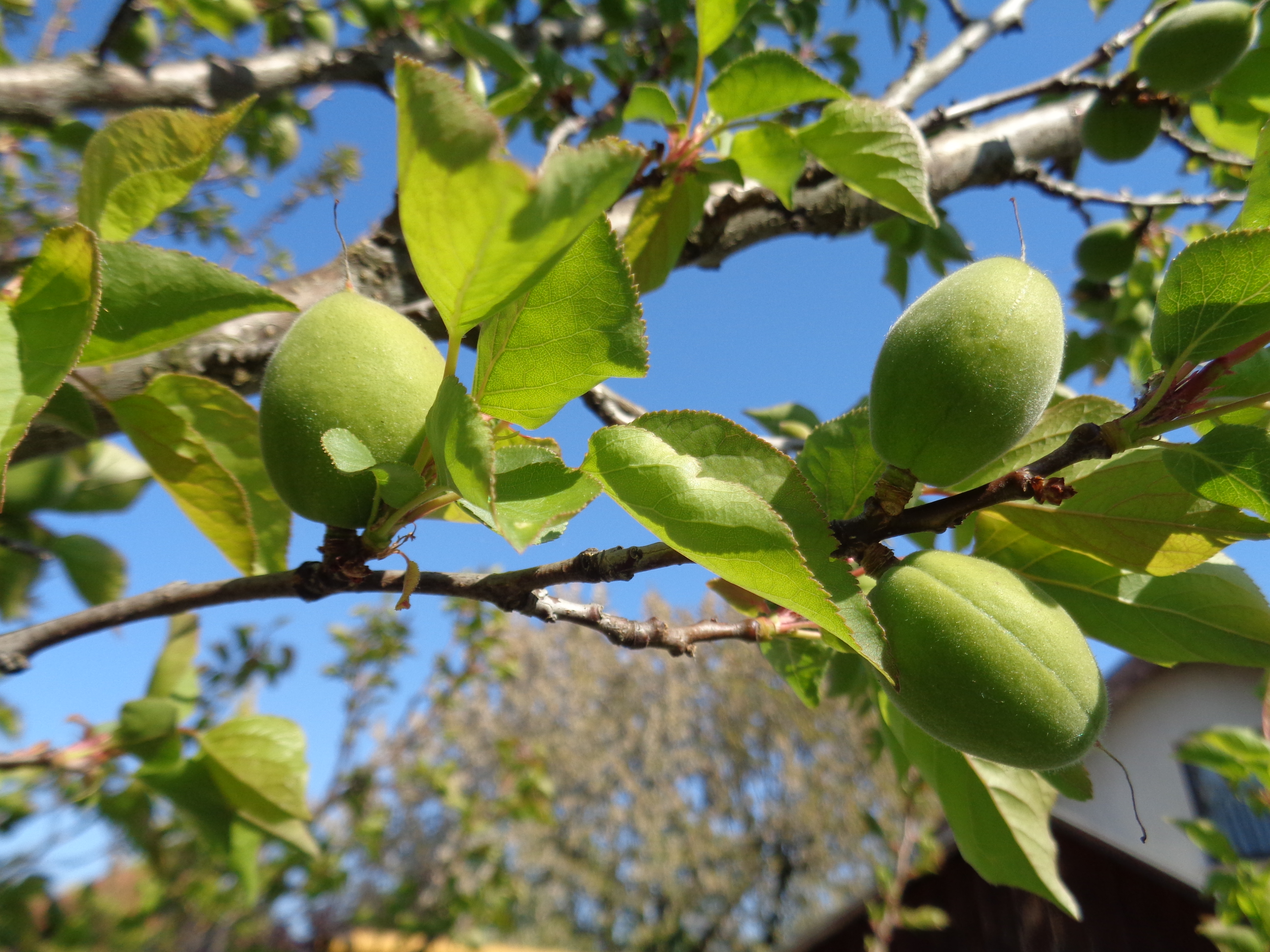
Trái chưa chín.

Mơ Armenia là một loại cây gỗ nhỏ, cao khoảng 8-12 mét (26–39 ft), với đường kính thân cây có thể lên đến 40 cm (16 inch), tán rậm rạp. Các lá cây hình trứng, dài khoảng 5–9 cm (2,0-3,5 inch) và rộng 4–8 cm (1,6-3,1 inch), đầu nhọn và mép có răng cưa mịn. Hoa thường có đường kính 2-4,5 cm (0,8-1,8 inch) với năm cánh hoa màu trắng hoặc trắng phớt hồng, hoa mọc đơn lẻ hoặc từng đôi vào đầu mùa xuân trước khi trổ lá. Quả là một quả hạch tương tự như một quả đào nhỏ, đặc biệt rất giống quả mơ ta nhưng thường lớn hơn với đường kính 1,5-2,5 cm (0,6-1,0 inch) (có thể lớn hơn trong một số giống hiện đại), có màu sắc từ màu vàng đến màu da cam và thường có màu đỏ ở phía bên tiếp xúc với ánh nắng mặt trời. Bề mặt của quả nhẵn hoặc có lông mịn. Thịt quả mơ Armenia thường có hương vị chua ngọt. Hạt sần sùi, mịn, với ba gờ chạy dọc xuống.
Hạt rất dễ được tách rời khỏi thịt quả, đây là một trong những đặc điểm để phân biệt quả của mơ Armenia và mơ ta (mơ Nhật Bản).
Tại châu Âu, mùa thu hoạch bắt đầu khá sớm. Quả mơ tại Trung Âu được thu hoạch từ giữa tháng Bảy đến cuối tháng Tám. Tại khu vực phía nam Địa Trung Hải, các loại trái mơ đầu tiên được thu hoạch từ cuối tháng Năm và kết thúc vào tháng Chín. sau đó mơ chủ yếu đến từ nước ngoài châu Âu từ giữa tháng 12 và tháng Ba.

## Các giống

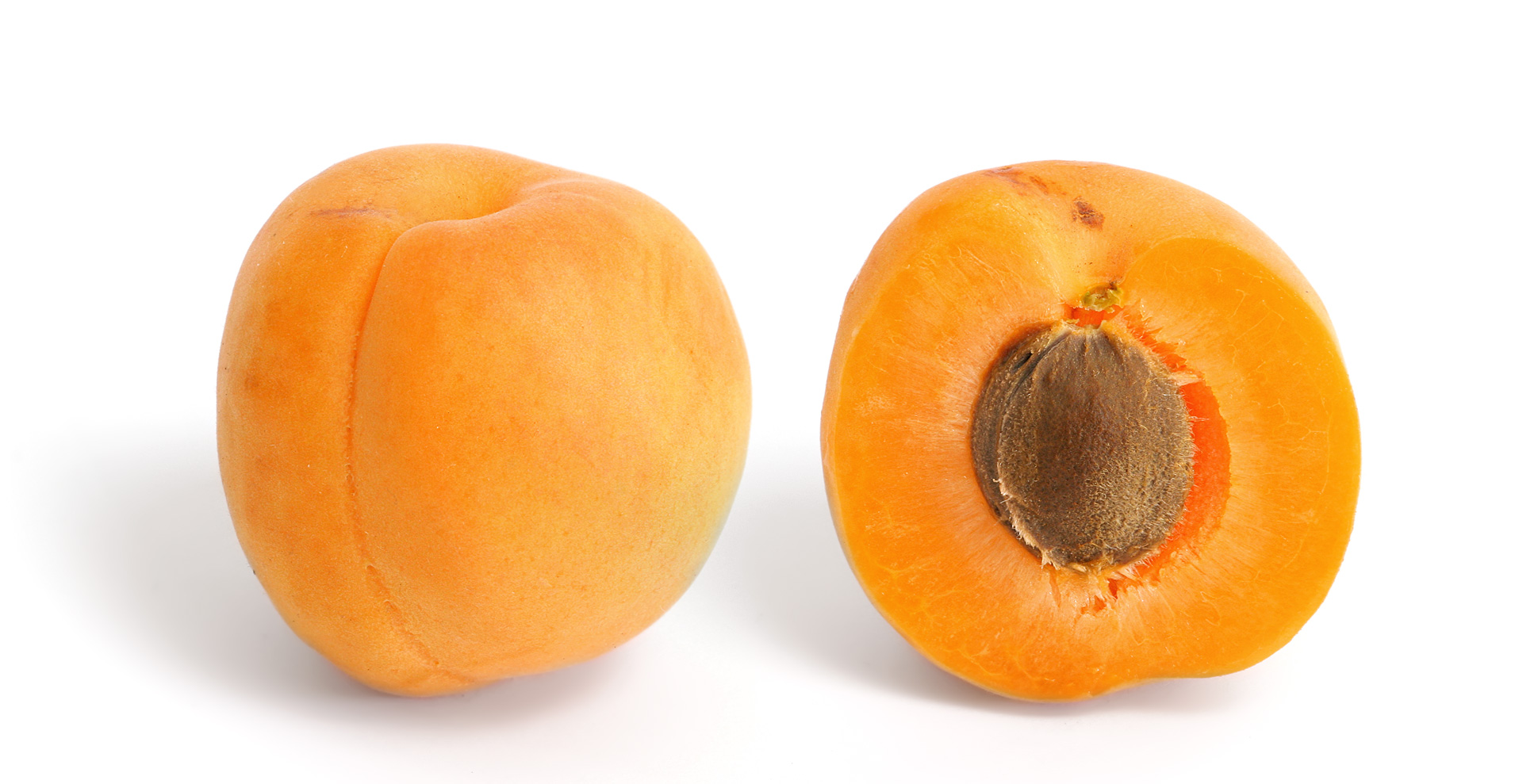
Quả mơ Armenia bổ đôi

Theo Danh mục loài và Flora of China, có sáu giống Mơ Armenia:
- Prunus armeniaca var. ansu – mơ ansu (tiếng Nhật: アンズ, anzu), hoa màu hồng, Đông Á
- Prunus armeniaca var. armeniaca – mơ phổ thông, Trung Á và Trung Quốc, được trồng rộng rãi
- Prunus armeniaca var. holosericea – mơ Tây Tạng, Thanh Hải, Thiểm Tây, Tứ Xuyên và Tây Tạng
- Prunus armeniaca var. meixianensis – mơ Huyện Mai, hoa kép, Thiểm Tây
- Prunus armeniaca var. xiongyueensis – mơ Hùng Nhạc, Liêu Ninh
- Prunus armeniaca var. zhidanensis – mơ Chí Đan, Ninh Hạ, Thanh Hải, Thiểm Tây và Sơn Tây

Mơ ở Việt Nam hay mơ ta là loài thực vật khác, có tên khoa học là Prunus mume Siebold & Zucc., tên thông dụng trong tiếng Anh là Japanese apricot, Chinese plum hoặc ume. Hai loài P. mume (mơ ta) và P. armeniaca (mơ tây) là loài cận chủng, hình dáng quả và lá cũng rất giống nhau, tuy nhiên có thể phân biệt qua đặc điểm hoa, thành phần dinh dưỡng của quả, hạt, công dụng sử dụng trong ngành thực phẩm và y học và một số đặc điểm đặc trưng khác. Để tránh sự nhầm lẫn với mơ ta (Prunus mume) hoặc hạnh đào (Prunus dulcis).

## Sản xuất

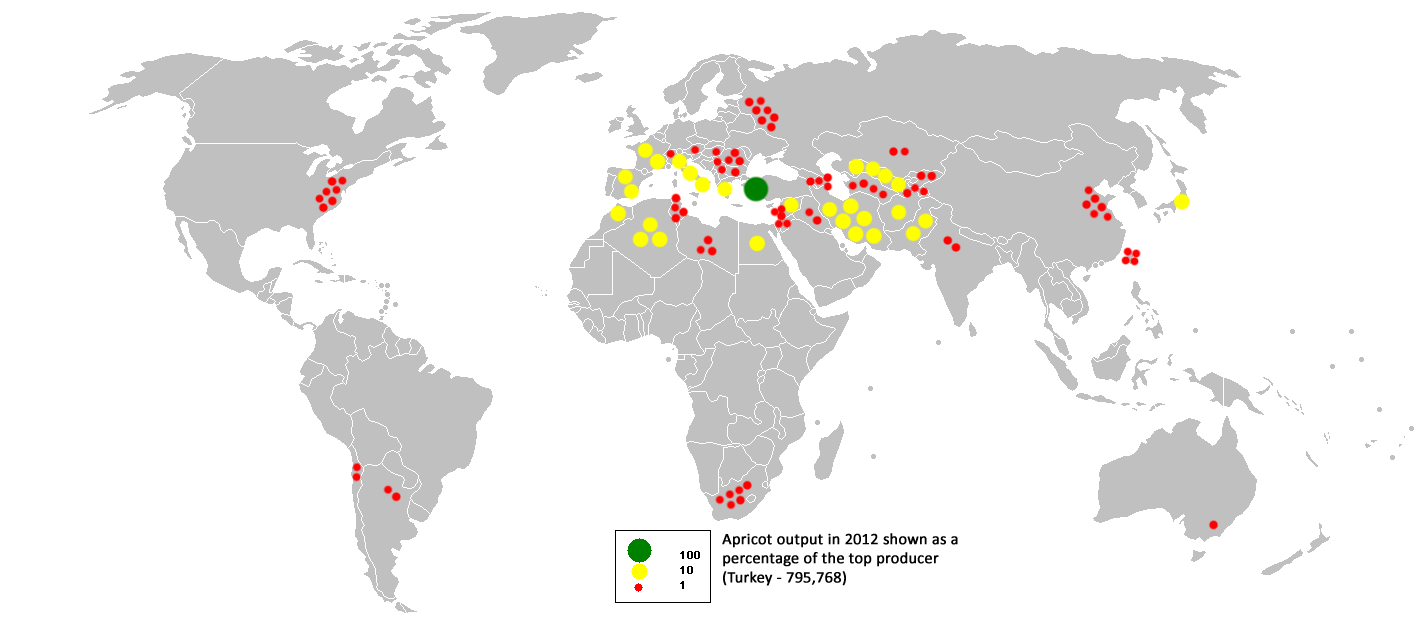
Sản xuất mơ Armenia năm 2012

## Trồng và sử dụng